# Addi Somekh
Addi Somekh (* 1. srpna 1972) je americký umělec, který se věnuje balónům. V roce 2011 měl na stanici TLC pořad The Unpoppables. Cestoval po mnoha světových zemích (včetně Mongolska a Bosny), kde předváděl své umění. Rovněž se věnuje hudbě, kdy hraje na balón. Vystupuje například v duu s baskytaristou Joeyem Marambou.